# جنیفر فلاوین
 جنیفر فلاوین (انگلیسی: Jennifer Flavin؛ زادهٔ ۱۴ اوت ۱۹۶۸) یک کارآفرین اهل ایالات متحده آمریکا و همسر سیلوستر استالونه است.